# Mavinga
Mavinga – miasto w południowo-wschodniej Angoli, w prowincji Cuando-Cubango. Liczy ok. 30 tys. mieszkańców. Położone nad rzeką Cubia, na obszarze Parku Narodowego Longa-Mavinga.